# Musée des Blindés d'El Goloso
Pour les articles homonymes, voir Musée des blindés.

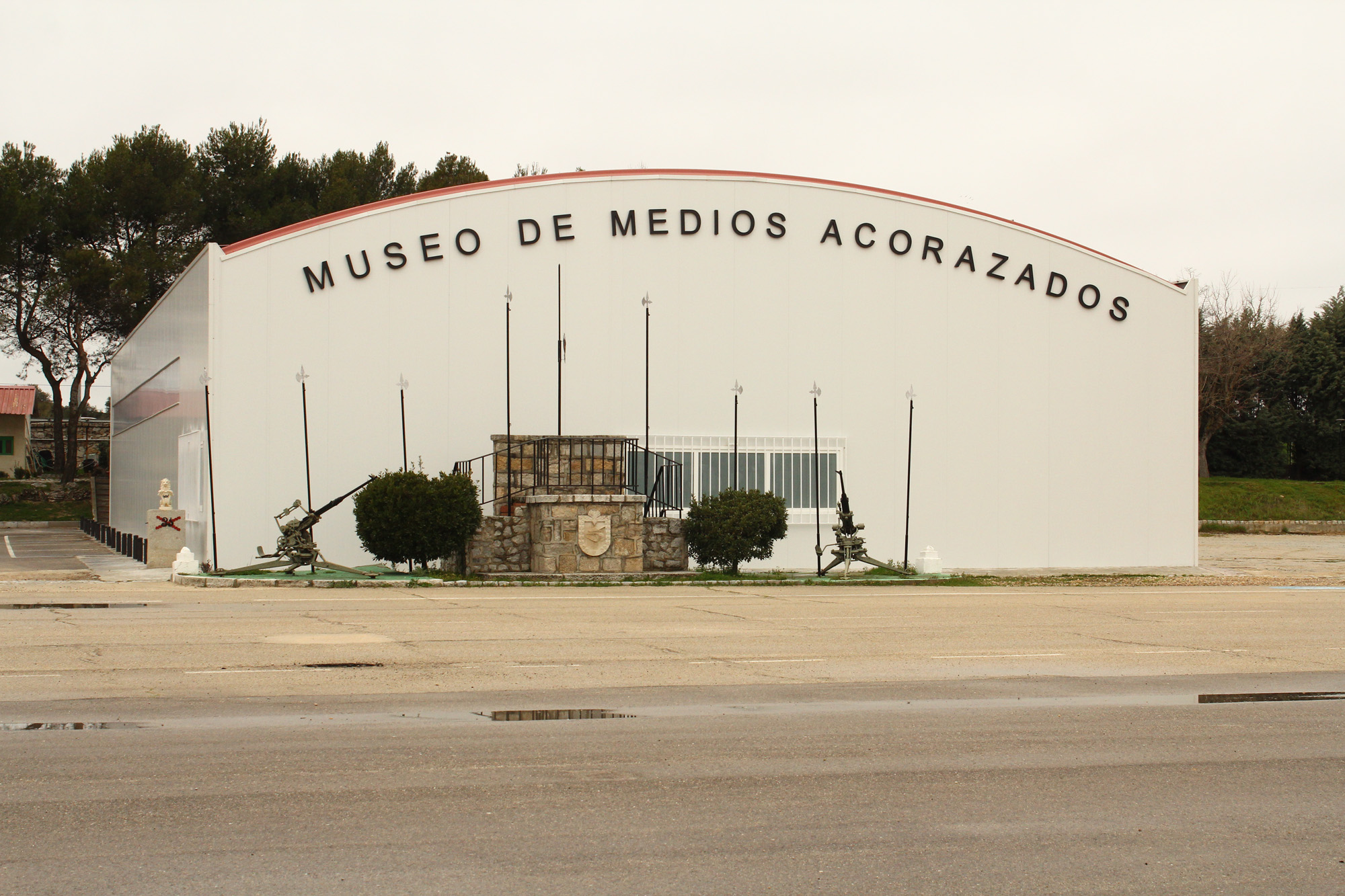
Un hangar du musée.

Le musée des Blindés d'El Goloso (en espagnol : El museo de Medios Acorazados) est un musée des blindés espagnol, situé sur la base militaire d'El Goloso (es), dans la banlieue de Madrid.
Le musée accueille, depuis 1966, une collection de chars et autres véhicules blindés, qu'ils aient servi au sein des forces armées espagnoles ou non.